# よし与工房
株式会社よし与工房（よしよこうぼう、英語: Yoshiyo Kobo Co.,Ltd.）は、京都府亀岡市に本社を置く、ロートアイアン(鍛鉄、練鉄)によるガーデンファニチャー、ストリートファニチャー、店舗什器等の設計・製造・販売を手掛ける金属製品メーカーである。日本国内ベーカリー市場における、店頭ディスプレー用パン籠分野で約9割のシェアを誇る。

## 概要
源流は、1684年(貞享元年)に京都市三条上ル川端において創業された御簾・簾商に遡る。その後、今次戦争まで事業継続したものの、1940年に施行された奢侈品等製造販売制限規則(いわゆる七七禁令)により、廃業に追い込まれる。
終戦後の1946年に事業再開。1968年に株式会社に改組すると同時に、本社を京都市内から亀岡市へ移転。令和に入った現在では、80名以上のスタッフで運営している。

## 沿革
- 1684年、御簾すだれ業として創業。
- 1940年、奢侈品等製造販売制限規則により廃業。
- 1946年、すだれのほか、竹の菓子器・茶道具・羊羹巻などで復活。
- 1967年、籐かご、籐マネキンなどの装飾業務ベーカリーの販売容器の設計・製造を開始。
- 1968年、京都市内から亀岡市に移転。
- 1969年、株式会社よし与工房を設立。南澤弘が代表取締役社長就任。
- 1972年、建築関連の金属装飾の設計・製作・取り付け部門（ロートアイアンメタルクンスト事業部）を設立。
- 1976年、世界クラフト会議（WCC）参加。
- 1977年、ベーカリー向けカタログ第1号発行。以降、現在まで毎年発行。（2006年、2007年は2回発行）
  - 7月、東京支店（東京都台東区松が谷）を開設。
- 1980年、東京支店を東京都渋谷区代々木に移転。ロートアイアンのショールーム開設。
  - 協同組合日本製パン製菓工業会（JBCM）へ入会。
  - 世界鍛鉄工芸家会議に参加。
- 1987年、フランス鍛造工芸メーカー（シュット社）と提携。製品輸入販売。
- 2015年、南澤雅也が代表取締役に就任。

## 事業所
- 本社 - 京都府亀岡市曽我部町犬飼川北41
- 東京支店 - 東京都品川区上大崎3-14-37
- 東京ショールーム - 東京都品川区東五反田5-25-19
- 大阪事務所 - 大阪市大阪市淀川区西中島4-6-29 第3ユヤマビル6F